# Джеруоха
Джеруоха — река в Таймырском Долгано-Ненецком районе Красноярского края России. Правый приток Блудной (приток Хатанги). Длина — 45 км. Площадь бассейна 474 км².
Код объекта — 17040400112117600031537.

## Характеристика реки
Берёт начало из безымянного озера на высоте 67 м нум и течёт на запад, вскоре забирая на юг под углом около 115°. Затем, принимая слева единственный крупный приток, реку Тойдах, Джеруоха, сильно петляя, снова течёт на запад.
Вблизи устья Джеруоха течёт со скоростью 0,2 м/с, имея при этом ширину в 31 метр, глубину — 0,8 метра, и твёрдые породы дна.
Впадает в Блудную справа, входя таким образом в бассейн реки Хатанга.
В бассейне реки имеется множество озёр, крупнейшие из них — Джеробуойлах, Арбагар, Джиелях, озёра Кунесалах и Кюкюр.
Бассейн Джеруохи на северо-востоке граничит с бассейном реки Балагачан, на юго-востоке с бассейном реки Половинная, на западе и востоке с бассейнами притоков Блудной, рекой Саха-Юрях и рекой Киенг-Юрях.